# Gernot Krasselt

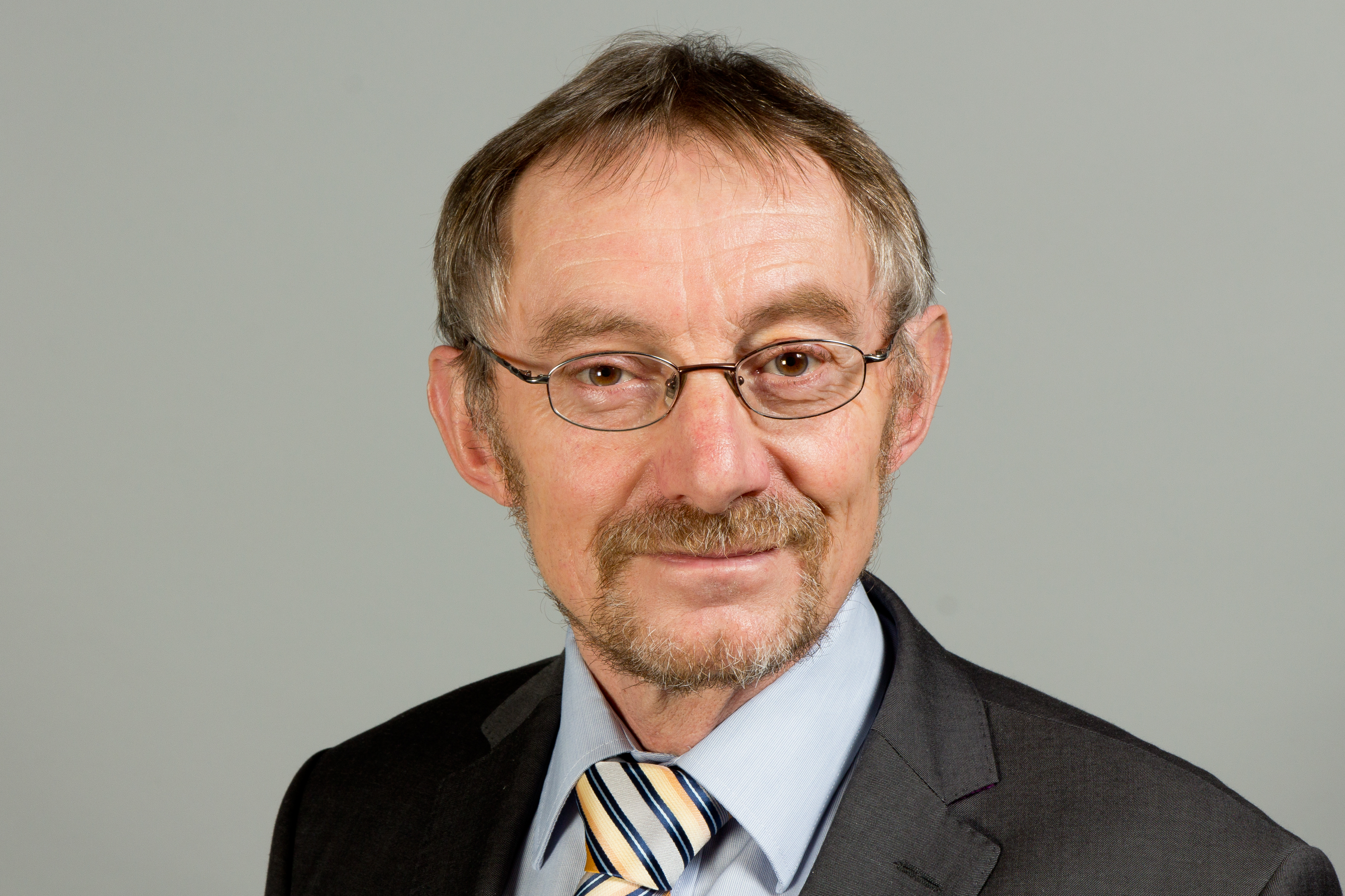
Gernot Krasselt, 2013

Walter Felix Gernot Krasselt (* 9. August 1950 in Breitenau) ist ein deutscher Politiker (CDU), der zwischen 2009 und 2019 Mitglied des Sächsischen Landtags war.

## Leben
Nach Ablegen seines Abiturs an der EOS in Flöha und Ableisten seines Wehrdienstes, studierte Krasselt von 1971 bis 1975 an der Bergakademie Freiberg Mathematik. Anschließend arbeitete er bis 1990 als Technologe im VEB Vliestextilien Lößnitztal.
Krasselt ist evangelisch-lutherisch, verheiratet und hat drei Kinder.

## Politik
Seit 1990 ist Krasselt Mitglied der CDU. Von 1990 bis 2008 war er hauptamtlicher Bürgermeister von Oederan, wo er auch dem Ortsvorstand der CDU angehört. Seit 1994 war er Mitglied des Kreistages Freiberg und gehört seit 2008 dem Kreistag des neugebildeten Landkreises Mittelsachsen an. Bei der Landtagswahl 2009 gelang ihm als Direktkandidat im Wahlkreis Freiberg 1 mit einem Stimmenanteil von 47,0 % der Einzug in den Sächsischen Landtag. Er war Mitglied im Haushalts- und Finanzausschuss sowie im Ausschuss für Soziales und Verbraucherschutz. Darüber hinaus war er kirchenpolitischer und behindertenpolitischer Sprecher seiner Fraktion.